# Ишимский уезд
Иши́мский уе́зд — административная единица Тобольской губернии Российской империи, затем Тюменской губернии РСФСР.

## История
Образован 19 января 1782 года в составе Тобольской области Тобольского наместничества.
На 1781—1794 годы в состав уезда входили: город Ишим (Коркина слобода; 68 деревень), Уктуская слобода (93 деревни), Моршихинское зимовье (23 деревни; переданы из Ялуторовского ведомства), Маройская слобода (село Мостовское и 6 деревень), Верх-Суерская слобода (13 деревень), Кизацкая слобода (66 деревень), Лебяжья слобода (село Большое Кривое и 4 деревни), Петропавловская крепость (9 деревень), Пресногорьковская крепость (Пресновская; 5 деревень).

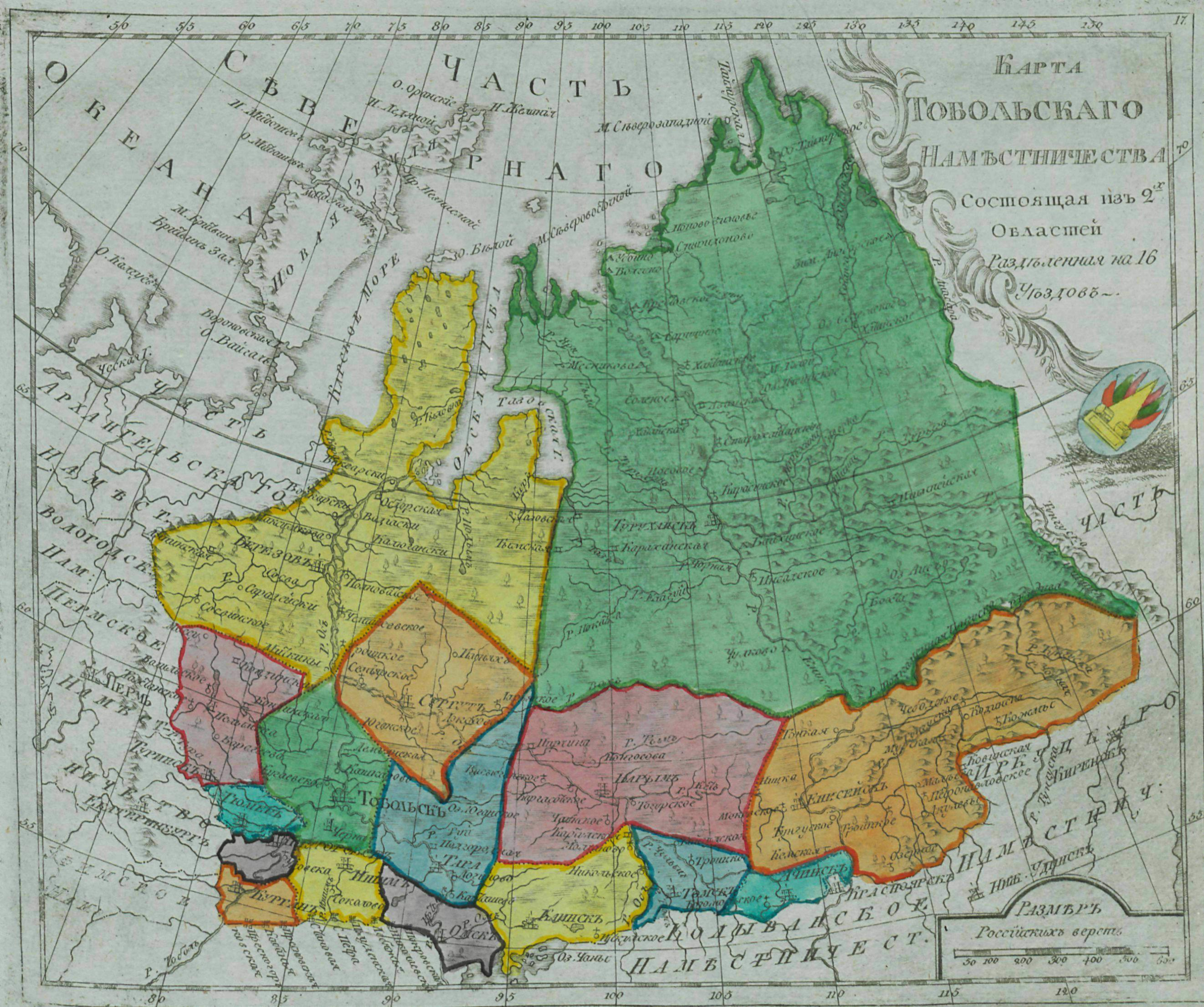
Ишимский уезд на карте Тобольского наместничества, 1792 год

С 1796 года — в Тобольской губернии.
В 1838 году к уезду причислены из упразднённой Омской области г. Петропавловск и часть селений и станиц области. В 1867 году все казачьи поселения переданы во вновь образованную Акмолинскую область.

### В составеТюменской губернииРСФСР
18 апреля 1918 года из Тарского уезда Акмолинской области в Ишимский уезд Тобольской губернии были переданы Викуловская, Каргалинская, Озёринская волости. Однако после прихода к власти Временного правительства был восстановлен статус-кво.
Постановлением Совета Министров Российского правительства от 20 февраля 1919 года «О перечислении 6 волостей Тюкалинского уезда Тобольской губернии в Омский уезд Акмолинской области и 3 волостей Тарского уезда Тобольской губернии в Ишимский уезд той же губернии» Викуловская, Каргалинская, Озёринская волости вновь оказались в Ишимском уезде.
Постановлением ВЦИК от 27 августа 1919 года присоединён к Омской губернии. Постановлением ВЦИК от 21 апреля 1920 года вновь вошёл в состав Тюменской губернии.
Включал 56 волостей. Декретом ВЦИК от 8 сентября 1921 года Бугровская, Красноярская, Налобинская, Соколовская, Сумская волости переданы в Петропавловский уезд Акмолинской губернии.
В 1921 году началось крупнейшее антибольшевистское Западно-Сибирское крестьянское восстание. Социальный состав повстанческого движения был разнообразным: в основном середняки, зажиточные крестьяне, часть бедноты, бывшие военные специалисты, перебежавшие или сдавшиеся в плен красноармейцы, а также уголовники. Отмечались и случаи участия в рядах мятежников представителей милиции (например, на стороне повстанцев оказались милиционеры Озёринской волости — Голованов и Викуловской волости — Григорьев). Одним из руководителей восстания был служащий Викуловского лесничества, заместитель начальника штаба Северного фронта повстанцев Ишимского уезда — Бураков.
Постановлением НКВД от 2 марта 1922 года Беловская волость передана в Петропавловский уезд Акмолинской губернии.
Упразднён постановлениями ВЦИК от 3 и 12 ноября 1923 года. Территория вошла в состав Ишимского округа Уральской области.
На 1919—1921 год упоминаются в документах также Беловская, Викуловская, Копотиловская, Налобинская, Озернинская, Долговская и др. волости. В этом плане представляет интерес Доклад Ишимского уездного исполкома советов о вооруженном восстании в Ишимском уезде [Конец февраля — начало марта 1921 г.].

## Административно-территориальное деление
Расформирована до 1893 года Черемшанская волость.
В 1913 году в состав уезда входило 43 волости:
| - Абатская — с. Абатская слобода, - Аромашевская — с. Аромашевское, - Армизонская — с. Армизонское, - Безруковская — с. Безруковское, - Бердюжская — с. Бердюжское, - Больше-Сорокинская — с. Больше-Сорокинское, - Боровская — с. Боровское, - Бутыринская — с. Бутыринское, - Гагарьевская — с. Гагарьевское, - Голышмановская — с. Голышмановское, - Готопутовская — с. Готопутовское, - Долговская — с. Долговское, - Дубынская — с. Дубынское, - Евсинская — с. Евсино, - Жиляковская — с. Жиляковское, | - Ильинская — с. Ильинское, - Истошенская — с. Истошенское, - Казанская — с. Казанское, - Каменская — с. Каменское, - Красноярская — с. Красноярское, - Кротовская — с. Кротовское, - Ларихинская — с. Ларихинское, - Локтинская — с. Локтинское, - Малышенская — с. Малышенское, - Маслянская — с. Маслянское, - Налобинская — с. Налобинское, - Пегановская — с. Пегановское, - Петуховская — с. Петуховское, - Ражевская — с. Ражевское, | - Сладковская — с. Сладковское, - Соколовская — с. Соколово, - Ситниковская — с. Ситниковское, - Сумская — с. Сумское, - Теплодубровская — с. Теплая Дубрава, - Тоболовская — с. Тоболовское, - Уктузская — с. Уктузское, - Усовская — с. Усовское, - Усть-Ламенская — с. Устьламенское, - Утчанская — с. Утчанское, - Фирсовская — с. Фирсово, - Частоозёрская — с. Частоозерское, - Челноковская — с. Челноковское, - Чуртанская — с. Чуртанское. |